# کونلون ۳۶۱۳
سیارک ۳۶۱۳ (به انگلیسی: 3613 Kunlun، نامگذاری:1982VJ11) سه هزار و ششصد و سیزدهمین سیارک کشف شده‌است که در ۱۰ نوامبر ۱۹۸۲ کشف شد.
قدر مطلق سیارک برابر ۱۲٫۷۰ است.